# سيد طاهر شاه
سيد طاهر شاه (5 فبراير 1980 بأفغانستان - ) هو لاعب كرة قدم أفغاني في مركز الهجوم. شارك مع منتخب أفغانستان لكرة القدم. أما مع النوادي، فقد لعب مع نادي ورزشي ميوند.

## وصلات خارجية
- سيد طاهر شاه على موقع ناشيونال فوتبول تيمز (الإنجليزية)